# Nexia International
Nexia International (укр. Нексія Інтернешнл) — міжнародна приватна компанія, що входить в десятку найбільших аудиторських компаній світу, яка об'єднує в мережу незалежні, бухгалтерські та консалтингові фірми, що пропонують професійні послуги в області консалтингу, аудиту, звітності по МСФЗ. Компанії, що входять в глобальну мережу Nexia International є самостійними і незалежними юридичними особами. Офіси компаній-членів мережі розташовані в більш ніж 115 країнах.

## Історія
Компанія була заснована в 1992 році. За перші 15 років розвитку мережі і злиття в 2007 році з «SC International» мережа утворила дев'яту за величиною асоціацію бухгалтерських фірм по всьому світу і зберегла назву «Nexia International».
До кінця 2007 року сукупний дохід мережі склав більше $ 2,2 млрд, мережа мала 599 офісів в 97 країнах і більш ніж 23000 співробітників по всьому світу. За результатами 2007 року близько $ 1,78 млрд сукупного доходу мережі надійшло з Канади, Німеччини, Мексики, Нідерландів, Росії, Південної Африки та Швейцарії.
У 2011 році в рейтингу найбільших юридичних і бухгалтерських мереж «Nexia International» займала 23 місце з доходом $ 2,2 млрд і загальною кількістю партнерів 2190, а вже через рік — в 2012 році мережа зайняла 11 сходинку рейтингу і показала зростання доходу, збільшивши його до $ 2,33 млрд.
У 2017 році в ренкінгу «ТОП-20 Міжнародних Мереж 2017» мережу «Nexia International» зайняла десяту сходинку, збільшивши фінансовий результат 2016 року у 4,1 % показавши загальний дохід $ 3,21 млрд.
Станом на 2018 рік мережа налічує 651 офіс в 115 країнах світу, загальна кількість персоналу становить 30 757 осіб, з них 5 678 осіб — адміністративний персонал, 22 242 особи — професійні співробітники 2 837 осіб — є партнерами.
У ренкінгу «10 найбільших компаній бухгалтерського обліку та аудиту світу в 2018 році», складеному журналом «Jornal Contábil» «Nexia International» зайняла дев'ятий рядок показавши фінансовий результат $ 3,6 млрд. Ті ж відомості підтвердив портал «Big 4 Accounting Firms» в рейтингу «Топ-10 найбільших бухгалтерських фірм по виручці» визначивши «Nexia International» на дев'ятому рядку рейтингу з виручкою $ 3,6 млрд.